# Enbridge
Enbridge est une entreprise canadienne basée à Calgary dont le titre fait partie de l'indice S&P/TSX 60. Elle est spécialisée dans le transport de pétrole par oléoduc. Ses projets d'oléoducs du Northern Gateway sont fortement controversés.

## Histoire
Le 25 juillet 2010, une fuite dans un de ses oléoducs a provoqué le déversement de 3 320 m3 de bitume dans la rivière Kalamazoo. L'enquête a établi que la firme avait ignoré les systèmes d'alarme qui auraient permis de minimiser l'ampleur de l'accident.
En janvier 2016, Enbridge annonce l'acquisition d'unité de production de Murphy Oil pour 382 millions de dollars.
En mai 2016, Enbridge annonce s'être associé à EDF pour construire trois parcs d'éoliennes en mer au large de Fécamp, Courseulles-sur-Mer et Saint-Nazaire.
En septembre 2016, Enbridge annonce l'acquisition de Spectra Energy, une entreprise américaine d'infrastructure énergétique, pour 28 milliards de dollars. En mars 2017, Enbridge annonce la suppression de 1 000 postes à la suite de cette dernière acquisition.
En août 2018, Enbridge annonce l'acquisition de Spectra Energy Partners pour 3,3 milliards de dollars.
En novembre 2020, la gouverneure du Michigan, Gretchen Whitmer, a intenté une action en justice pour fermer un pipeline d'Enbridge reliant deux parties des Grands Lacs à travers le détroit de Mackinac.
En septembre 2021, Enbridge annonce l'acquisition de Moda Midstream, une entreprise gérant des infrastructures d'hydrocarbure, pour 3 milliards de dollars.

En septembre 2022, Enbridge annonce l'acquisition de Tri Global Energy, une entreprise construisant des parcs éoliens aux États-Unis, pour 270 millions de dollars.

## Principaux actionnaires
Au 22 février 2020:
| Capital Research & Management          | 5,76% |
| Royal Bank of Canada                   | 3,37% |
| The Vanguard Group                     | 2,97% |
| BMO Asset Management                   | 2,23% |
| I. G. Investment Management            | 1,51% |
| Caisse de dépôt et placement du Québec | 1,45% |
| TD Asset Management                    | 1,35% |
| RBC Dominion Securities                | 1,35% |
| Jarislowsky, Fraser                    | 1,22% |